# Église orthodoxe ukrainienne autonome
Pour les articles homonymes, voir Église orthodoxe ukrainienne.
 (octobre 2011).
Si vous disposez d'ouvrages ou d'articles de référence ou si vous connaissez des sites web de qualité traitant du thème abordé ici, merci de compléter l'article en donnant les références utiles à sa vérifiabilité et en les liant à la section « Notes et références ».
L'Église orthodoxe ukrainienne autonome (en ukrainien : Українська автономна православна церква, Oukraïnska avtonomna pravoslavna tserkva) fut une éphémère Église orthodoxe en Ukraine sous occupation allemande pendant la Seconde Guerre mondiale.

## Histoire
L'Église fut créée le 18 août 1941, lors d'un synode secret d'évêques ukrainiens réuni à la laure de Potchaïv, et dirigé par Oleksiy (Hromadsky), métropolite de Loutsk, qui en devint le primat.[réf. nécessaire]